# (21705) Subinmin
(21705) Subinmin (1999 RA86) – planetoida z pasa głównego asteroid okrążająca Słońce w ciągu 4,41 lat w średniej odległości 2,69 j.a. Odkryta 7 września 1999 roku.